# Даглас B-18
Даглас B-18 Боло (енгл. Douglas B-18 Bolo) је био амерички бомбардер из раног периода Другог свјетског рата и предратног периода. Производила га је фабрика Даглас од 1936. до 1939.

## Развој
Захтјев америчког армијског ваздушног корпуса (USAAC) из 1934. је тражио авион са двоструком носивишћу бомби и двоструким долетом у односу на Мартин B-10, тадашњи стандардни бомбардер. Даглас је базирао свој пројект на авиону Даглас DC-2, успјелом рјешењу путничког авиона чији насљедник је Даглас .
Први лет прототипа је изведен 1935. године, а авион је ушао у серијску производњу 1936. Произведено је укупно 350 авиона.

### Варијанте авиона Даглас B-18
- - основни прототип,
- - почетни производни модел, направљено 131 (или 133) примерака,
- - ненаоружана варијанта модела  намењена обуци пилота,
- - прототип авиона са повећаном снагом мотора и кполом у носу авиона,
- - производни модел побољшаног B-18, опремљен моторима Рајт Р-1820-53, нови положај нишанџије, произведено 217 примерака,
- - ненаоружана варијанта модела  намењена обуци пилота,
- - противподморнички бомбардер, модел добијен конверзијом 122 примерака обичних бомбардера,
- - противподморнички бомбардер, направљена 2 примерка, повећана ватрена моћ уградњом тешких митраљеза и застакљен нос авиона,
- - предложена побољшана варијанта модела B-18 опремљен моторима Рајт Р-2600-3 снаге 1.600 hp,
- - конверзија бомбардера B-18 у транспортни авион,
- - канадска конверзија бомбардера B-18А у патролни и противподморнички авион,

## Употреба
Авиони B-18 Боло су чинили главну снагу бомбардера САД крајем 1930-их година. Приликом напада на Перл Харбор, већина од 330 авиона B-18 Боло 5. и 11. бомбардерске групе је уништена на земљи. Године 1942. су повучени из борбене употребе САД, али Канада која је купила неких 20 авиона користила их је за борбу против подморница и патролирање морем. Добили су назив Дигби марк 1 (Digby Mk I).

## Наоружање
- Стрељачко: 3 × .30 in (7.62 mm) М1919 Браунинг митраљези (M1919 Browning)
- Бомбе: до 2948

## Земље које су користиле овај авион
| - Бразил - Канада - САД |